# Majayjay

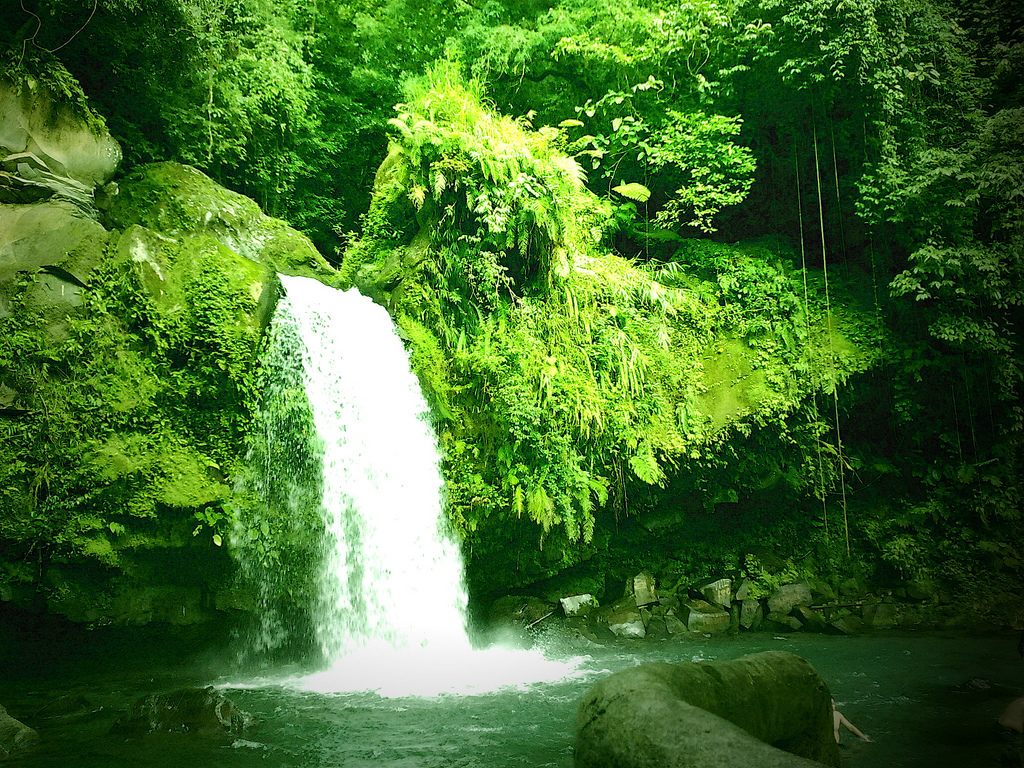
Taytay-fallen i Majayjay.

Majayjay (Bayan ng Majayjay) är en kommun i Filippinerna. Kommunen ligger på ön Luzon, och tillhör provinsen Laguna. Folkmängden uppgår till 23 681 invånare.

## Barangayer
Majayjay är indelat i 40 barangayer.
| - Amonoy - Bakia - Bukal - Balanac - Balayong - Banilad - Banti - Bitaoy - Botocan - Burgos - Burol - Coralao - Gagalot - Ibabang Banga | - Ibabang Bayucain - Ilayang Banga - Ilayang Bayucain - Isabang - Malinao - May-It - Munting Kawayan - Oobi - Olla - Origuel (Pob.) - Panalaban - Panglan - Pangil | - Piit - Pook - Rizal - San Francisco (Pob.) - San Isidro - San Miguel (Pob.) - San Roque - Santa Catalina (Pob.) - Suba - Tanawan - Taytay - Talortor - Villa Nogales |